# Comisario europeo de Cooperación Internacional y Desarrollo
El Comisario de Cooperación Internacional y Desarrollo es el miembro de la Comisión Europea encargado de dirigir y coordinar las políticas comunitarias destinadas a promover el desarrollo sostenible de los países del mundo menos desarrollados y en vías de desarrollo. Dado que la Unión Europea es el mayor donante de ayuda humanitaria y cooperación al desarrollo del mundo, el comisario al cargo gestiona un presupuesto de grandes proporciones. El Comisario de Cooperación Internaciona y Desarrollo es responsable directo de la Dirección General de Desarrollo.

## Orígenes
La cartera de Desarrollo fue creada en 1958 en la primera Comisión Hallstein y ha estado presente en todas las comisiones subsiguientes. Aunque en un primer momento se la llamó Comisaría europea de Desarrollo, sus funciones fueron ejercidas por el Comisario europeo de Relaciones Exteriores hasta la Comisión Ortoli, en que se convirtió una nueva cartera independiente del comisario de Relaciones Exteriores. 
En la formación de la primera Comisión Delors se incluyeron los valores de cooperación y pasó a denominarse como Cooperación y Desarrollo. En septiembre de 1999, durante la formación de la Comisión Prodi, adoptó el nombre de Desarrollo y Ayuda Humanitaria.

## Separación de competencias en la Comisión Barroso II (2009-2014)
En el periodo 2009-2014, esta cartera fue separada en dos distintas por decisión del Presidente Barroso. Fue una operación que recibió diversas críticas y previsiones de ineficacia y duplicidad. De este modo, Andris Piebalgs fue comisario de Desarrollo y la cartera de Cooperación Internacional, Ayuda Humanitaria y Respuesta a las Crisis quedó en manos de Kristalina Georgieva. Ambos trabajaron bajo la coordinación de Catherine Ashton, Alto Representante de la Unión para Asuntos Exteriores y Política de Seguridad y Vicepresidenta de la Comisión para Asuntos Exteriores en la Comisión Barroso.

## Vuelta a una sola cartera con Juncker (2014-2019)
Sin embargo, en la actual Comisión Juncker, ambas carteras se han vuelto a fusionar en una sola: Cooperación Internacional y Desarrollo. El responsable de la misma es el croata Neven Mimica. En Comisiones anteriores, los comisarios de Cooperación Internacional y/o Desarrollo también han ostentado las competencias en materia de Ayuda Humanitaria y Gestión de Crisis, que en la Comisión Juncker es una comisaría específica en manos del chirpiota Christos Stylianides. Este comisario es responsable de gestionar las acciones de respuesta rápida y protección civil de la Unión dirigidas a paliar los efectos provocados por catástrofes humanitarias de origen natural o humano y crisis de cualquier naturaleza. Stylianides es responsable directo de la ECHO (Oficina Europea de Ayuda Humanitaria).

## El Cuerpo Médico Europeo
El Cuerpo Médico Europeo (EMC) es un equipo de respuesta a incidentes que fue lanzado el 15 de febrero de 2016 por la Unión Europea para proporcionar una fuerza de respuesta de emergencia para hacer frente a brotes de enfermedades epidémicas en cualquier parte del mundo. El EMC se formó después del brote de Ébola de 2014 en África Occidental, cuando la OMS fue criticada por una respuesta lenta e insuficiente en las primeras etapas del brote de Ébola. La EMC forma parte de la capacidad de respuesta a emergencias de los países europeos. Equipos de nueve Estados miembros de la UE (Bélgica, Luxemburgo, España, Alemania, República Checa, Francia, Países Bajos, Finlandia y Suecia) están disponibles para su despliegue en caso de emergencia. El EMC está formado por equipos médicos, equipos de salud pública, laboratorios móviles de bioseguridad, capacidades de evacuación médica, expertos en salud pública y evaluación y coordinación médica, y apoyo técnico y logístico. Cualquier país que necesite asistencia puede presentar una solicitud al Centro de Coordinación de Respuesta a Emergencias, parte del departamento de Ayuda Humanitaria y Protección Civil de la Comisión Europea. El primer despliegue del CEM fue anunciado por el Comisario Europeo de Ayuda Humanitaria y Protección Civil el 12 de mayo de 2016, en respuesta al brote de fiebre amarilla en Angola en 2016.

## Lista de Comisarios
| Comisión                                                                                           | Inicio                          | Fin                             | Nombre                          | País                            | Partido                         |
| Comisario europeo de Desarrollo                                                                    | Comisario europeo de Desarrollo | Comisario europeo de Desarrollo | Comisario europeo de Desarrollo | Comisario europeo de Desarrollo | Comisario europeo de Desarrollo |
| -------------------------------------------------------------------------------------------------- | ------------------------------- | ------------------------------- | ------------------------------- | ------------------------------- | ------------------------------- |
| Hallstein I                                                                                        | 7 de enero de 1958              | 9 de enero de 1962              | Robert Lemayonen                | Francia                         | cap                             |
| Hallstein II                                                                                       | 10 de enero de 1962             | 30 de junio de 1967             | Henri Rochereau                 | Francia                         | ind.                            |
| Rey                                                                                                | 2 de julio de 1967              | 30 de junio de 1970             | Henri Rochereau                 | Francia                         | ind.                            |
| Rey                                                                                                | 2 de julio de 1967              | 30 de junio de 1970             | Jean Deniau                     | Francia                         | UDF                             |
| Comisario europeo de Relaciones Exteriores                                                         |                                 |                                 |                                 |                                 |                                 |
| Malfatti                                                                                           | 1 de julio de 1970              | 21 de marzo de 1972             | Jean Deniau                     | Francia                         | UDF                             |
| Mansholt                                                                                           | 22 de marzo de 1972             | 5 de enero de 1973              | Jean Deniau                     | Francia                         | UDF                             |
| Comisario europeo de Desarrollo                                                                    |                                 |                                 |                                 |                                 |                                 |
| Ortoli                                                                                             | 6 de enero de 1973              | 5 de enero de 1977              | Claude Cheysson                 | Francia                         | PS                              |
| Jenkins                                                                                            | 6 de enero de 1977              | 5 de enero de 1981              | Claude Cheysson                 | Francia                         | PS                              |
| Thorn                                                                                              | 6 de enero de 1981              | mayo de 1981                    | Claude Cheysson                 | Francia                         | PS                              |
| Thorn                                                                                              | mayo de 1981                    | 5 de enero de 1985              | Edgard Pisani                   | Francia                         | PS                              |
| Comisario europeo de Cooperación y Desarrollo                                                      |                                 |                                 |                                 |                                 |                                 |
| Delors I                                                                                           | 6 de enero de 1985              | 5 de enero de 1989              | Lorenzo Natali                  | Italia                          | DC                              |
| Delors II                                                                                          | 6 de enero de 1989              | 5 de enero de 1993              | Manuel Marín                    | España                          | PSOE                            |
| Delors III                                                                                         | 6 de enero de 1993              | 22 de enero de 1995             | Manuel Marín                    | España                          | PSOE                            |
| Santer                                                                                             | 23 de enero de 1995             | 15 de marzo de 1999             | Manuel Marín                    | España                          | PSOE                            |
| Santer                                                                                             | 23 de enero de 1995             | 15 de marzo de 1999             | João de Deus Pinheiro           | Portugal                        | PSD                             |
| Marín                                                                                              | 16 de marzo de 1999             | 15 de septiembre de 1999        | João de Deus Pinheiro           | Portugal                        | PSD                             |
| Comisario europeo de Desarrollo y Ayuda Humanitaria                                                |                                 |                                 |                                 |                                 |                                 |
| Prodi                                                                                              | 16 de septiembre de 1999        | 21 de noviembre de 2004         | Poul Nielson                    | Dinamarca                       | SD                              |
| Prodi                                                                                              | 1 de mayo de 2004               | 21 de noviembre de 2004         | Joe Borg                        | Malta                           | PN                              |
| Barroso I                                                                                          | 22 de noviembre de 2004         | 17 de julio de 2009             | Louis Michel                    | Bélgica                         | MR                              |
| Barroso I                                                                                          | 17 de julio de 2009             | 9 de febrero de 2010            | Karel De Gucht                  | Bélgica                         | VLD                             |
| Comisario europeo de Desarrollo                                                                    |                                 |                                 |                                 |                                 |                                 |
| Barroso II                                                                                         | 9 de febrero de 2010            | 1 de noviembre de 2014          | Andris Piebalgs                 | Letonia                         | TP                              |
| Comisario europeo de Cooperación Internacional y Desarrollo                                        |                                 |                                 |                                 |                                 |                                 |
| Juncker                                                                                            | 1 de noviembre de 2014          | Actualidad                      | Neven Mimica                    | Croacia                         | SPD                             |
| Leyenda: [ ] Izquierda / ideología socialista - [ ] liberal - [ ] Derecha / ideología conservadora |                                 |                                 |                                 |                                 |                                 |